# Walden (North Yorkshire)
Walden – osada w Anglii, w hrabstwie North Yorkshire, w dystrykcie (unitary authority) North Yorkshire. Leży 67 km na północny zachód od miasta York i 328 km na północ od Londynu.